# Уаджир
Уаджир (на английски: Wajir; на суахили: Wajir) е град в Североизточната провинция, Кения. Населението на града е 32 907 души през 1999 година, а надморската височина на центъра на града е 250 м.
Град Уаджир е предразположен на продължително засушаване. През 2006 година, градът е претърпял сериозно бедствие. През август, 2007 година, 4 нови квартали са били създадени в града: Източен Уаджир, Западен Уаджир, Северен Уаджир и Южен Уаджир.